# Rębków-Kolonia
Rębków-Kolonia – część wsi Wola Rębkowska w Polsce położona w województwie mazowieckim, w powiecie garwolińskim, w gminie Garwolin.
Rębków-Kolonia należy do rzymskokatolickiej parafii Matki Boskiej Częstochowskiej w Garwolinie.
W latach 1975–1998 Rębków-Kolonia administracyjnie należał do województwa siedleckiego.